# Mistrz Ołtarza z Kościoła Kanoników Regularnych w Erfurcie
Mistrz Ołtarza z Kościoła Kanoników Regularnych w Erfurcie (j. niem. Meister des Regler-Altars) – anonimowy malarz niemiecki czynny w latach 1445 - 1470 w Erfurcie.
Przydomek otrzymał od ołtarza maryjnego z Kościoła Kanoników Regularnych w Erfurcie, przy którym malarz wespół z dwoma innymi artystami pracował. Przypisuje mu się autorstwo scen Pasji i wizerunku Marii. Prawdopodobnie pochodził z regionu środkowego Renu i był uczniem Mistrza Ołtarza z  Oberstein.